# Gastrosaccus wittmanni
Gastrosaccus wittmanni är en kräftdjursart som beskrevs av Deprez, Wooldridge och Gerlof Fokko Mees 2000. Gastrosaccus wittmanni ingår i släktet Gastrosaccus och familjen Mysidae. Inga underarter finns listade i Catalogue of Life.